# سن لوئیس (کلرادو)
سن لوئیس (به انگلیسی: San Luis) شهری در ایالت کلرادو کشور ایالات متحده آمریکا است که جمعیت آن در سرشماری سال ۲۰۱۰ میلادی، ۶۲۹ نفر بوده‌است.